# Bagatel·les, Op. 119 (Beethoven)
Les onze Bagatel·les, Op. 119 van ser compostes per Ludwig van Beethoven entre els anys 1790 i principis de la dècada de 1820. A la fi de 1803, ja havia esbossat les bagatel·les núm. 1 a la núm. 5 (juntament amb altres obres curtes per a piano que mai va publicar). El 1820, va compondre les últimes cinc Bagatel·les Op. 119, i les va publicar com un conjunt de cinc peces el 1821. L'any següent, va revisar els seus antics esbossos de bagatel·les per crear una nova col·lecció i publicar-la, afegint una última bagatel·la, la núm. 6, composta a finals de 1822. Llavors va enviar aquest conjunt de sis peces a Anglaterra per a la seva publicació el 1823, juntament amb les núms. 7 a 11, que encara no havien estat publicades.

## Publicació
L'editor anglès va publicar les onze bagatel·les juntes com una col·lecció, i no queda clar fins a quin grau això respectava les intencions del compositor. Alguns estudiosos han argumentat que les dues meitats de la Op. 119 —Núms. 1 a 6, i Núms. 7 a 11— s'entenen millor com a col·leccions separades. No obstant això, també és possible que quan Beethoven va compondre la núm. 6, a finals de 1822, ja havia planejat enviar les onze peces a Anglaterra. En aquest cas, la núm. 6 no s'entén com una conclusió de les cinc primeres, sinó com una manera de connectar amb les darreres cinc. La relació entre les tonalitats i les similituds temàtiques entre la núm. 6 i la 7 donen motiu a aquesta hipòtesi, així com el fet que en la correspondència posterior, Beethoven expressa que està molt satisfet amb la forma en què les bagatel·les foren publicades a Anglaterra.

## Estructura
1. Sol menor. Allegretto
2. Do major. Andante con moto
3. Re major. A l'Allemande
4. La major. Andante cantabile
5. Do menor. Risoluto
6. Sol major. Andante. Allegretto
7. Do major. Allegro, ma non troppo
8. Do major. Moderato cantabile
9. La menor. Vivace moderato
10. La major. Allegramente
11. Si bemoll major. Andante, ma non troppo

Una interpretació de la Op. 119 dura al voltant de catorze minuts.